# Ullàlla
Ullàlla è il quinto album di Antonello Venditti, pubblicato nel 1976 ed ultimo su etichetta discografica RCA Italiana. prima del passaggio all'etichetta discografica Philips Records..

## Il disco
Dopo il successo di Lilly Venditti decise di cambiare équipe di lavoro, e di registrare il nuovo disco nello studio Il Mulino, che Mogol aveva allestito ad Anzano del Parco (Como): i musicisti erano session-men dello studio e nei mesi precedenti avevano registrato l'album Lucio Battisti, la batteria, il contrabbasso, eccetera di Lucio Battisti; il gruppo seguì Venditti anche in tour. Tra loro, il cantautore Ivan Graziani il quale curò gli arrangiamenti assieme allo stesso Venditti: quest'ultimo poco tempo dopo produsse il suo album I lupi.
Le canzoni affrontano tematiche importanti, come il compromesso storico in Nostra signora di Lourdes, o il Disastro di Seveso nella Canzone per Seveso ma nonostante ciò le vendite sono inferiori alle aspettative. Tra gli altri brani sono da ricordare Strada, canzone sulla prostituzione, Jodi e la scimmietta, con un testo molto simbolico, Una stupida e lurida storia d'amore, dedicata a Simona Izzo, all'epoca moglie del cantautore, e Per sempre giovane, nella cui parte finale Venditti inserisce un pezzo di "Born to run" di Bruce Springsteen (ringraziandolo nelle note di copertina). Dopo questo disco il cantautore lasciò la RCA perché i missaggi furono cambiati senza avvisarlo. Nessuna canzone di Ullàlla è stata mai proposta nei numerosi dischi dal vivo incisi dall'artista.

## Tracce
Testi e musiche di Antonello Venditti.
Lato A
1. Maria Maddalena – 6:54
2. Nostra Signora di Lourdes (compromessi sposi) – 2:45
3. Canzone per Seveso – 5:23
4. Una stupida e lurida storia d'amore – 3:42

Lato B
1. Jodi e la scimmietta – 6:31
2. Strada – 4:32
3. Per sempre giovane – 5:06

## Formazione
- Antonello Venditti – voce, tastiera
- Ivan Graziani – chitarra
- Claudio Maioli – tastiera
- Walter Calloni – batteria, percussioni
- Hugh Bullen – basso (non accreditato in copertina per un errore, il suo nome è stato inserito successivamente nella ristampa)
- Claudio Pascoli – sax
- Gabriella Ferroni – soprano (in Una stupida e lurida storia d'amore)

## Classifiche

### Classifiche settimanali
| Classifica (1976) | Posizione massima |
| ----------------- | ----------------- |
| Italia            | 4                 |

### Classifiche di fine anno
| Classifica (1976) | Posizione |
| ----------------- | --------- |
| Italia            | 29        |